# Jean Odin

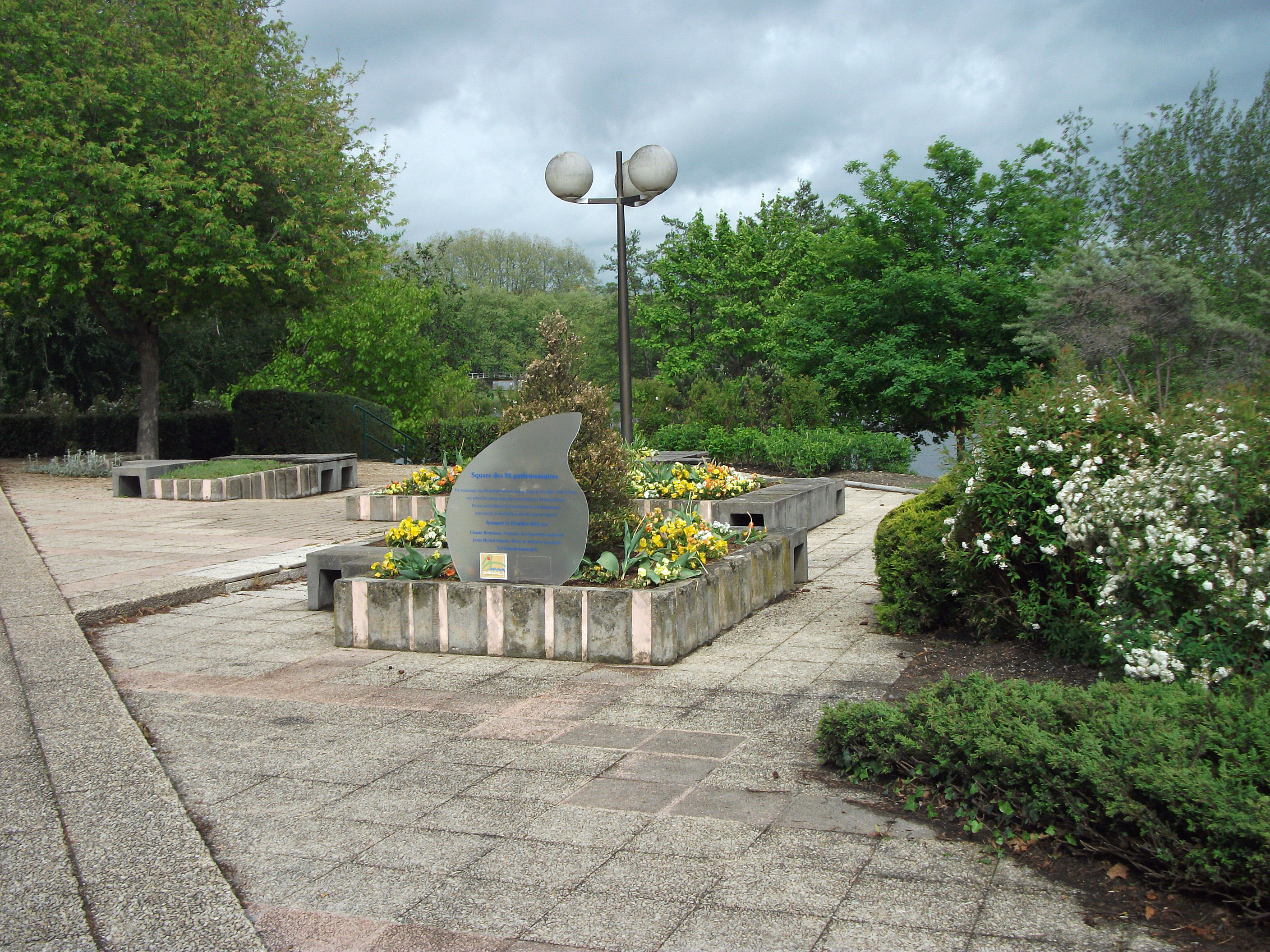
Bellerive-sur-Allier - Platz der 80 Parlamentarier

Jean Odin (* 20. Januar 1889 in Bordeaux; † 15. Oktober 1975 ebenda) war ein französischer Politiker während der Dritten Republik. Er gehörte zu den „quatre-vingts“, also den achtzig Parlamentariern, die am 10. Juli 1940 gegen die diktatorischen Vollmachten für Marschall Pétain stimmten.

## Leben
Jean Odin, stammte aus einer Seemannsfamilie und ging schon früh nach Nouméa in Neukaledonien, wo sein Vater, ein Kapitän, stationiert war und wo er die Grundschule besuchte. Nach seiner Rückkehr ins Mutterland wurde er Notarfachangestellter und kaufmännischer Angestellter. Dank eines Stipendiums nahm er sein Studium wieder auf, zunächst in der Sekundarstufe, dann in der Oberstufe. Nach seinem Abschluss in Jura wurde er Rechtsanwalt und ließ sich 1917 in Bordeaux und später in Paris als Anwalt registrieren. Er trat auch in London als Anwalt auf.
Nach erfolglosen Kandidaturen bei den Parlamentswahlen 1919 und 1924 wurde er 1928 zum Abgeordneten gewählt. Nach einer Niederlage im Mai 1932 wurde er im Oktober 1932 zum Senator gewählt und blieb es bis 1940. Er trat der Fraktion der Gauche démocratique bei. Im Senat gehörte er dem Ausschuss für Marine an und wurde später dessen Sekretär. Von 1937 bis 1938 gehörte er auch dem Ausschuss für öffentliche Arbeiten an. Er stand den Radical indépendants (die trotz ihres Namens eher konservativ-liberal ausgerichtet waren) nahe und gründete 1933 eine kurzlebige Parti républicain radical (Radikale Republikanische Partei). Später wurde er Vizepräsident der Föderation des Südwestens der Radikalen Partei, also der bedeutendsten Partei der politischen Mitte im Frankreich dieser Zeit.
1940 stimmte er gegen die erweiterten Vollmachten für Marschall Pétain. Jean Odin ist der Autor eines Buches mit dem Titel Les Quatre-vingts, das 1946 im Verlag Tallandier veröffentlicht wurde. Darin schildert er als Zeitzeuge die Umstände, die die 80 gewählten Vertreter der Nation dazu veranlassten, gegen die Vollmacht für Pétain zu stimmen. Er wurde als Ritter der Ehrenlegion ausgezeichnet.

## Zitat
« Die Parlamentarier, die „Nein“ zum Waffenstillstand und „Nein“ zur Aggression gegen die Republik sagten, haben nie die Volkssouveränität abgetreten. Sie stellen sich dem französischen Widerstand zur Verfügung, um mit ihm ihre Kräfte für die Organisation des Sieges zu koordinieren und die Befreiung des Territoriums zu begleiten. »

## Werke
- Jean Odin: Les Quatre-vingts. FeniXX réédition numérique, 1996, ISBN 978-2-402-07154-3 (google.de).
- Jean Odin: Le mystère de l’Ancre bleue (le pendu de Wandsworth) ... Couronne, 1948.